# Ciemna Dąbrowa
Ciemna Dąbrowa (dawniej Finsterdamerau) – wieś w Polsce położona w województwie warmińsko-mazurskim, w powiecie szczycieńskim, w gminie Wielbark. W latach 1975–1998 miejscowość administracyjnie należała do województwa olsztyńskiego.
Wieś wymieniana w dokumentach z początku XVIII w., ponownie lokowana w 1824 r. Zbudowana jako ulicówka, o zwartej zabudowie.
Zobacz też: Ciemna Wola